# Щелинка (река)
Щелинка — река в Московской области России, протекает по территории муниципального округа Егорьевск и Коломенского городского округа. Левый приток Оки.

## География
Река Щелинка берёт начало у деревни Тимшино. Течёт на юг. Устье реки находится в 842 километрах от устья Оки. Длина реки составляет 26 километров. Рядом с устьем на реке расположено озеро Петровское.
Вдоль течения реки расположены следующие населённые пункты: Сазоново, Колычёво, Зайцево, Бутово, Троица, Угорная Слобода, Сурино, Комлево, Макшеево, Михеево, Зарудня, Сельцо-Петровское.

## Данные водного реестра
ППо данным государственного водного реестра России относится к Окскому бассейновому округу, водохозяйственный участок реки — Ока от города Коломна до города Рязань, речной подбассейн реки — бассейны притоков Оки до впадения Мокши. Речной бассейн реки — Ока.
Код объекта в государственном водном реестре — 09010102012110000024534.